# .mp
.mp é o código TLD (ccTLD) na Internet para as ilhas Marianas Setentrionais.